# Harvey wallbanger

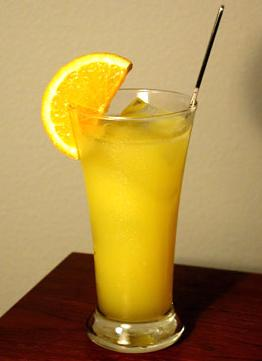
En harvey wallbanger med apelsinskiva och sugrör.

Harvey wallbanger är en drink bestående av vodka, Galliano och apelsinjuice. Drinken ingår i den internationella bartenderföreningen IBA:s officiella lista över standardiserade drinkar.

## Ursprung
Drinken ska ha fått sitt namn av en surfare i Kalifornien, som på sin stambar, Ponchos Bar på Manhattan Beach, firade en tävlingsseger genom att dricka sin favoritdrink: en screwdriver toppad med Galliano. Historien är påhittad och har sitt ursprung i en reklamkampanj skapad av tillverkaren av likören Galliano i början av 1970-talet.
En annan historia är att när en stamgäst dyker upp och bartendern påbörjar stamgästens favorit som är screwdriver och då säger stamgästen att idag vill han dricka något annat. Så bartendern spetsar till den med galliano och drinken får en annan karaktär